# Howard Bretherton
Pour les articles homonymes, voir Bretherton (homonymie).
Howard Bretherton est un réalisateur, monteur et producteur américain né le 13 février 1890 à Tacoma dans l'État de Washington aux États-Unis, décédé le 12 avril 1969 à San Diego (États-Unis).

## Biographie
Il est le père du monteur David Bretherton (1924-2000).

## Filmographie

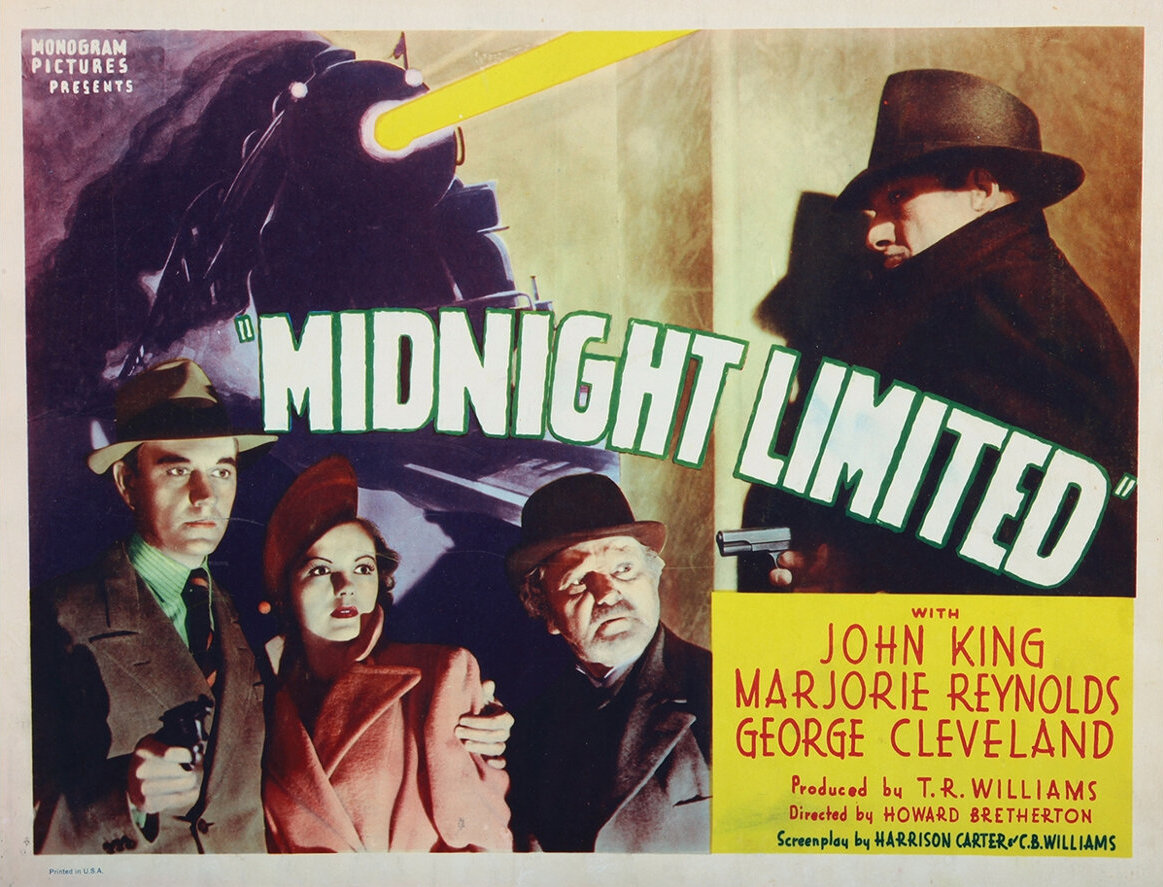
Midnight Limited (1940).

### comme réalisateur
- 1926 : While London Sleeps
- 1927 : Hills of Kentucky (en)

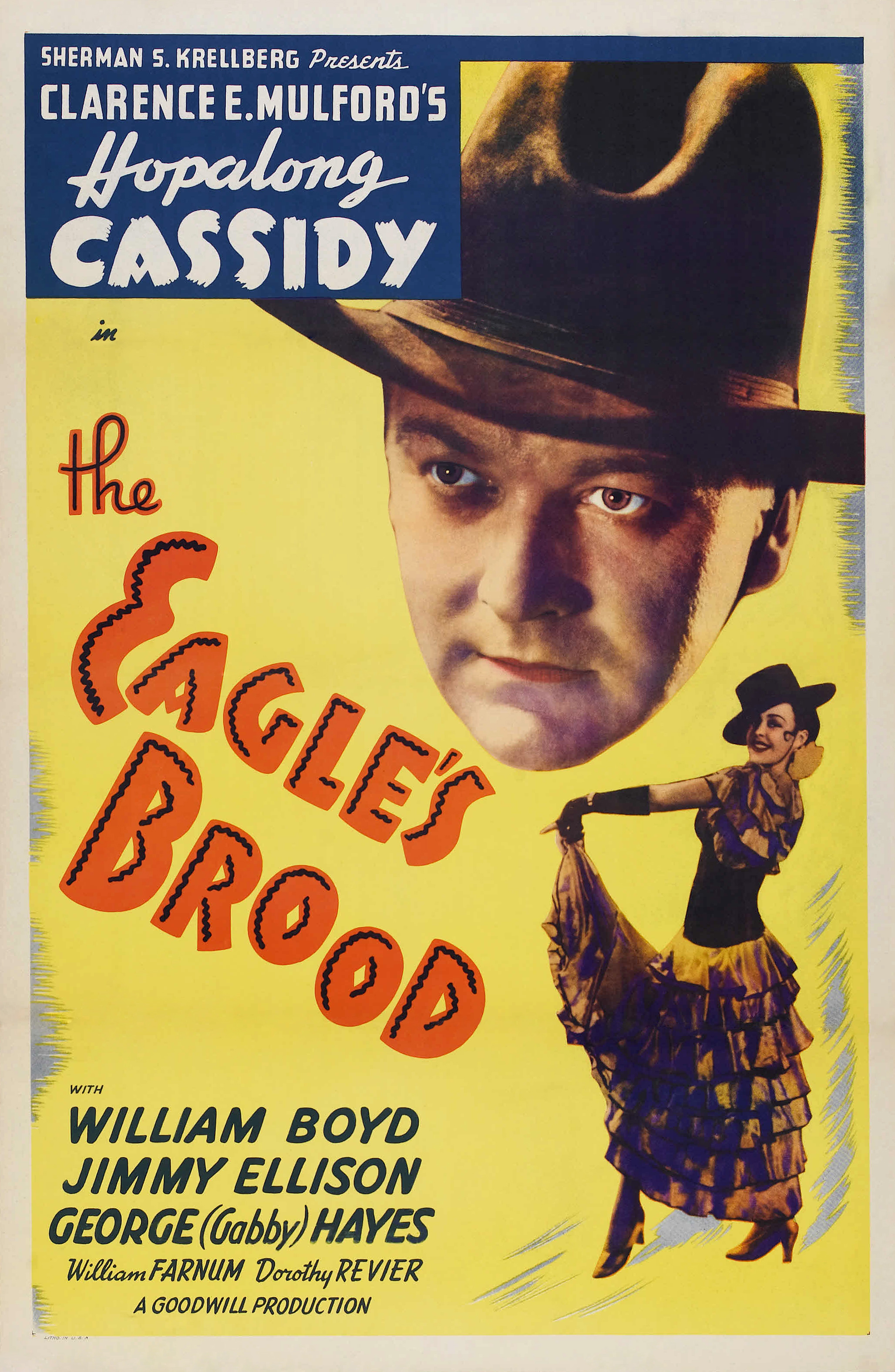
Affiche de The Eagle's Brood (1935).

- 1927 : The Black Diamond Express (en)
- 1927 : The Bush Leaguer (en)
- 1927 : L'Imbattable (One-Round Hogan)
- 1927 : The Silver Slave (en)
- 1928 : Across the Atlantic
- 1928 : Turn Back the Hours (en)
- 1928 : The Chorus Kid (en)
- 1928 : Caught in the Fog (en)
- 1929 : The Greyhound Limited (en)
- 1929 : The Redeeming Sin (en)
- 1929 : From Headquarters (en)
- 1929 : The Time, the Place and the Girl (en)
- 1929 : The Argyle Case
- 1930 : Second Choice (en)
- 1930 : Isle of Escape (en)
- 1930 : In Again, Out Again
- 1931 : Pulling a Bone
- 1931 : Laugh It Off
- 1931 : Once Over, Light
- 1931 : Easy to Get
- 1932 : Stop That Run
- 1932 : Le Roi des allumettes (The Match King) (coréalisé avec William Keighley)
- 1933 : Ladies They Talk About
- 1934 : Return of the Terror (en)
- 1935 : The Singer of Naples (en) (El Cantante de Napoles)
- 1935 : Dinky
- 1935 : Hop-a-long Cassidy
- 1935 : The Eagle's Brood (en)
- 1935 : Bar 20 Rides Again (en)
- 1936 : The Leathernecks Have Landed (en)
- 1936 : Cœur de l'Ouest (en) (Heart of the West)
- 1936 : Call of the Prairie (en)
- 1936 : Le Cavalier mystère (Three on the Trail)
- 1936 : The Girl from Mandalay
- 1936 : King of the Royal Mounted (en)
- 1936 : Wild Brian Kent (en)
- 1937 : Secret Valley (en)
- 1937 : It Happened Out West (en)
- 1937 : Western Gold (en)
- 1937 : County Fair
- 1938 : Undercover Agent (en)
- 1938 : Wanted by the Police (en)
- 1938 : Tough Kid (en)
- 1939 : Navy Secrets (en)
- 1939 : Star Reporter
- 1939 : Boys' Reformatory (en)
- 1939 : Irish Luck (en)
- 1939 : Sky Patrol
- 1939 : Danger Flight (en)
- 1940 : Hidden Enemy (en)
- 1940 : Chasing Trouble (en)
- 1940 : The Showdown (en)
- 1940 : Midnight Limited
- 1940 : On the Spot (en)
- 1940 : Up in the Air (en)
- 1941 : You're Out of Luck (en)
- 1941 : Dans le vieux Colorado (en) (In Old Colorado)
- 1941 : Sign of the Wolf (en)
- 1941 : Twilight on the Trail (en)
- 1941 : Outlaws of the Desert (en)
- 1941 : Riders of the Badlands (en)
- 1942 : West of Tombstone (en)
- 1942 : Below the Border (en)
- 1942 : Ghost Town Law (en)
- 1942 : Down Texas Way (en)
- 1942 : Riders of the West (en)
- 1942 : West of the Law (en)
- 1942 : Pirates of the Prairie (en)
- 1942 : Rhythm Parade (en)
- 1942 : Dawn on the Great Divide (en)
- 1943 : Carson City Cyclone (en)
- 1943 : Santa Fe Scouts (en)
- 1943 : Riders of the Rio Grande (en)
- 1943 : Bordertown Gun Fighters (en)
- 1943 : Fugitive from Sonora (en)
- 1943 : Beyond the Last Frontier (en)
- 1943 : Wagon Tracks West (en)
- 1943 : The Man from the Rio Grande (en)
- 1943 : Whispering Footsteps (en)
- 1944 : Hidden Valley Outlaws (en)
- 1944 : Outlaws of Santa Fe (en)
- 1944 : The Girl Who Dared (en)
- 1944 : The San Antonio Kid (en)
- 1944 : Law of the Valley (en)
- 1945 : The Navajo Trail (en)
- 1945 : The Big Show-Off (en)
- 1945 : The Topeka Terror (en)
- 1945 : Gun Smoke (en)
- 1945 : The Monster and the Ape (en)
- 1945 : Renegades of the Rio Grande (en)
- 1945 : Who's Guilty? (en)
- 1946 : The Trap (en)
- 1947 : Ridin' Down the Trail (en)
- 1947 : Where the North Begins
- 1947 : Trail of the Mounties (en)
- 1948 : The Story of Life
- 1948 : Because of Eve
- 1948 : Le Prince des voleurs (The Prince of Thieves)
- 1948 : Triggerman (en)
- 1951 : Mark Saber (série TV)
- 1952 : Night Raiders (en)

### comme monteur
- 1922 : La Prisonnière (One Week of Love)
- 1923 : Children of the Dust de Frank Borzage
- 1924 : A Self-Made Failure (en) de William Beaudine
- 1924 : Le Phare qui s'éteint (The Lighthouse by the Sea) de Malcolm St. Clair
- 1924 : Beau Brummel de Harry Beaumont
- 1932 : The Famous Ferguson Case de Lloyd Bacon
- 1932 : Crooner de Lloyd Bacon
- 1932 : A Successful Calamity (en) de  John G. Adolfi
- 1933 : Héros à vendre (Heroes for Sale) de William A. Wellman
- 1933 : Liliane (Baby Face) de Alfred E. Green
- 1933 : Sa douce maison (The House on 56th Street) de Robert Florey
- 1934 : Heat Lightning (en)
- 1934 : Smarty

### comme producteur
- 1945 : Identity Unknown (en)